# Glinnik (powiat tomaszowski)
Glinnik – wieś w Polsce, położona w województwie łódzkim, w powiecie tomaszowskim, w gminie Lubochnia. Około 9 km od Tomaszowa Mazowieckiego.
Z Glinnikiem sąsiadują następujące miejscowości: Dąbrowa, Konewka, Nowy Glinnik, Spała.
We wsi znajduje się szkoła podstawowa, Ochotnicza Straż Pożarna (remiza), tartak, świetlica wiejska, przychodnia lekarska i sklep spożywczy.
Przez miejscowość przebiega linia kolejowa nr 53 Tomaszów Mazowiecki-Spała oraz na południe od wsi prowadzi tam szlak partyzancki .
Na wschodnim krańcu graniczy ze Spalskim Parkiem Krajobrazowym i Puszczą Pilicką.
Niecałe kilometr od Glinnika znajdowały się dwa schrony bojowe. Jeden został wysadzony i jest w znacznym stopniu zniszczony, zachowały się dwa otwory strzelnicze. Drugi położony w dawnej żwirowni, a obecnie wysypisku śmieci został wykopany i przesunięty, stoi poniżej naturalnego ukształtowania terenu. Bunkier ma trzy otwory strzelnicze.
Miejscowość ma połączenie autobusowe, w którym włączona jest do sieci MZK Tomaszów Mazowiecki (linia nr 35) i prywatne busy.
Wieś królewska w tenucie inowłodzkiej w powiecie brzezińskim województwa łęczyckiego w końcu XVI wieku.
W latach 1954–1968 wieś należała i była siedzibą władz gromady Glinnik, po jej zniesieniu w gromadzie Lubochnia. W latach 1975–1998 miejscowość należała administracyjnie do województwa piotrkowskiego.

## Historia
W 1827 roku we wsi było 9 domów i 71 mieszkańców, a w roku 1880 12 domów i 151 mieszkańców. W tym czasie był tu folwark z gorzelnią i 395 mórg włościańskich.
Pod koniec XIX w. wieś należała do parafii w Rzeczycy, natomiast od 1985 roku wieś należy do parafii Spały.
Obok miejscowości w 1925 roku zbudowano tam lotnisko wojskowe.